# La noche de 12 años
La noche de 12 años (no Brasil: Uma Noite de 12 Anos) é um filme de drama uruguaio de 2018 escrito e dirigido por Álvaro Brechner, baseado no livro  "Memorias del calabozo", de Mauricio Rosencof e Eleuterio Fernández Huidobro. O filme é inspirado nos doze anos de confinamento e isolamento sofridos por três opositores políticos da ditadura civil-militar uruguaia (1973-1985): José "Pepe" Mujica, Mauricio Rosencof e Eleuterio Fernández Huidobro.
Estreou na Seleção Oficial no 75.º Festival Internacional de Cinema de Veneza e foi selecionado como a entrada uruguaia para o Melhor Filme em Língua Estrangeira no 91.º Oscar, mas não foi indicado.

## Elenco

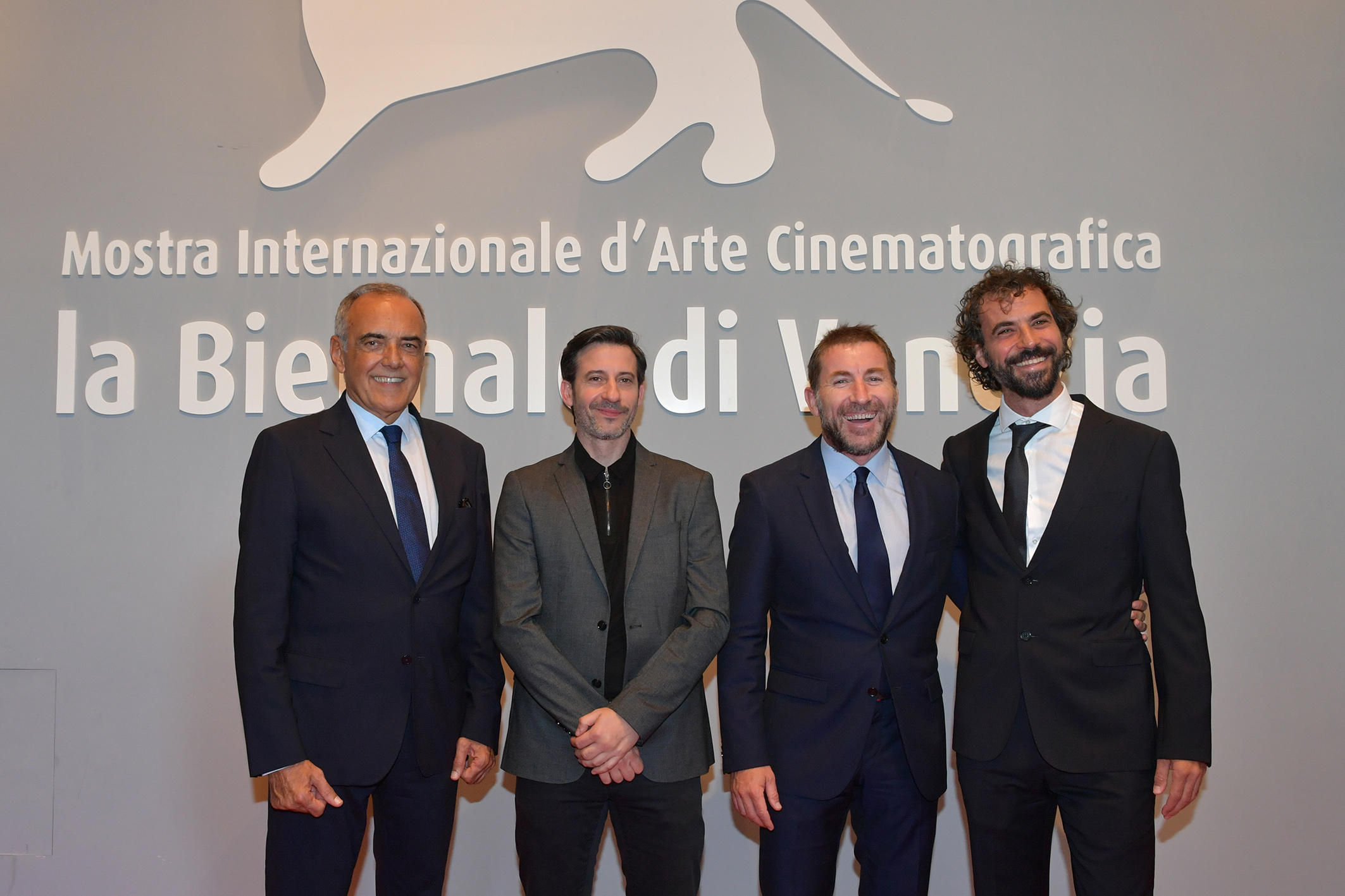
Apresentação de La Noche de 12 Años no 75.º Festival de Veneza (Álvaro Brechner, Antonio de la Torre, Alfonso Tort)

- Antonio de la Torre como José Mujica.
- Chino Darín como Mauricio Rosencof.
- Alfonso Tort como Eleuterio Fernández Huidobro.
- César Troncoso como sargento.
- César Bordón como sargento Alzamora.
- Mirella Pascual como Lucy Cordano.
- Nidia Telles como Rosa.
- Silvia Pérez Cruz como Graciela Jorge.
- Soledad Villamil como psiquiatra.

## Prêmios
O filme ganhou o Prêmio Pirâmide de Ouro no 40.º Festival Internacional de Cinema do Cairo em 29 de novembro de 2018. Também recebeu seis indicações ao 6.º Prêmio Platino, incluindo Melhor Filme Ibero-Americano e Melhor Diretor.
| Data | Prêmio                                             | Categoria                    | Candidato           | Resultado |
| ---- | -------------------------------------------------- | ---------------------------- | ------------------- | --------- |
| 2018 | Premios Goya                                       | Melhor roteiro adaptado      | Álvaro Brechner     | Vencedor  |
| 2018 | Premios Goya                                       | Melhor ator coadjuvante      | Antonio de la Torre | Indicado  |
| 2018 | Premios Goya                                       | Melhor filme ibero-americano | Álvaro Brechner     | Indicado  |
| 2018 | Medalhas do Círculo de Escritores Cinematográficos | Melhor roteiro adaptado      | Álvaro Brechner     | Vencedor  |
| 2018 | Medalhas do Círculo de Escritores Cinematográficos | Melhor ator coadjuvante      | Antonio de la Torre | Indicado  |